# Бланко, Алекс
Алехандро Бланко Санчес (исп. Alejandro "Álex" Blanco Sánchez 16 декабря 1998 года, Бенидорм, Испания) — испанский футболист, вингер клуба «Реджана».

## Клубная карьера

#### Молодежные команды
Бланко — воспитанник клубов «Аликанте», «Кельме», «Барселона» и «Валенсия». 

#### Клубная карьера
30 октября 2018 года в поединке Кубка Испании против «Эбро» он дебютировал за основной состав «летучих мышей». В начале 2019 года для получения игровой практики Бланко на правах аренды перешёл в «Алавес». 3 февраля в матче против мадридского «Реала» он дебютировал в Ла Лиге. В 2022 году перешел в Итальянский клуб «Комо», за который сыграл 51 матч и забил 4 мяча. В 2024 году перешел в Итальянскую «Реджану», дебютный матч состоялся 17 февраля 2024 года против «Тернаны».